# Dálnice 4
Die Dálnice 4 (tschechisch für „Autobahn 4“) ist eine Autobahn in Tschechien, die von Prag nach Nová Hospoda bei Písek führt. Ihre Gesamtlänge wird 86,3 Kilometer betragen. 2025 war sie ab Streckenkilometer 10 bis Nová Hospoda (Verzweigung mit der Silnice I/20) in Betrieb. Auf der Strecke besteht Vignetten- und Mautpflicht. Bis zum 31. Dezember 2015 war sie als Schnellstraße klassifiziert und trug die Bezeichnung Rychlostní silnice 4.
Im Prager Stadtteil Zbraslav gibt es einen gefährlichen, ampelgesicherten Fußgängerübergang über die Trasse. In diesem Bereich ist die maximale Geschwindigkeit auf 50 km/h begrenzt, was aber oft nicht eingehalten wird. Dieser Teilabschnitt vom Prager Autobahnring bis Jíloviště wurde wegen des Überwegs sowie einer fehlenden alternativen Straßenverbindung, die den auf einer Autobahn nicht zulässigen Verkehr aufnimmt, nur als Silnice I/4 gewidmet.

## Planungsgeschichte
1805 wurde mit dem Bau einer Fernverkehrsstraße nach Passau begonnen. Bis zur Landesgrenze war sie 1833 fertiggestellt. Zunächst nur mit einer Fahrbahn aus Schotter und Kies versehen, erhielt sie 1903 einen größeren Querschnitt und zwischen den beiden Weltkriegen eine staubfreie Decke.
Der deutsche NS-Staat, der nach der Annexion des Sudetenlandes 1938 und der vollständigen Zerschlagung der Tschechoslowakei 1939 auf dem Gebiet des Protektorats Böhmen und Mähren zahlreiche Reichsautobahnen geplant und zum Bau freigegeben hatte, sah jedoch keine Verbindung zwischen Prag über Passau nach München vor.
In den 1950er Jahren erfolgte der Bau einer vierspurigen Betonfahrbahn zwischen den Prager Stadtteilen Smíchov und Malá Chuchle. Obwohl Anfang der 1960er Jahre ein weiterer, 4 Kilometer langer Abschnitt bis zur Kreuzung mit der Straße II/102 südlich von Prag-Lahovice errichtet und der Ausbau in Richtung Baně fortgesetzt wurde, fand die Strecke keinen Eingang in das durch Beschluss der Regierung der ČSSR Nr. 286 vom 10. April 1963 geplante Autobahnnetz. Gleichwohl fand bis 1989 der schrittweise vierstreifige autobahnähnliche Neubau bis Příbram statt, denn eine leistungsfähigere Ausfallstraße wurde dringend benötigt.
Die Tschechische Republik widmete die Trasse als Schnellstraße R 4 und führte unter dieser Bezeichnung die weiteren Planungen. Seit dem 1. Januar 2016 wurde gemäß dem Gesetz Nr. 268/2015 zur Änderung des Gesetzes Nr. 13/1997 die gesamte Schnellstraße R4 Jíloviště – Skalka – Nová Hospoda als Autobahn D 4 in das Autobahnnetz aufgenommen.

## Bau und fertiggestellte Abschnitte

### Prag – Příbram
Mit dem Bau des nördlichen Teils der Dálnice 4, der aus Prag bis in den Raum Příbram führt, wurde bereits in den 1960er Jahren begonnen. Bis 1989 war die etwa 41 Kilometer lange Strecke vollständig unter Verkehr:
| Abschnitt                  | Länge  | Status        | Baubeginn | Fertigstellung   | Querschnitt | Entwurfs- geschwindigkeit | Besonderheit |
| -------------------------- | ------ | ------------- | --------- | ---------------- | ----------- | ------------------------- | --- |
| Umfahrung Zbraslav         | 5,2 km | unter Verkehr |           | 1. Dezember 1966 | S24,5       | 100                       | als Kraftfahrstraße gewidmet |
| Zbraslav – Jíloviště       | 3,4 km | unter Verkehr |           | 1972             | S24,5       | 100                       | als Kraftfahrstraße gewidmet |
| Jíloviště – Klínec         | 2,0 km | unter Verkehr | 1969      | 1971             | S24,5       | 100                       | |
| Umgehung Řitka             | 4,2 km | unter Verkehr | 1971      | 1978             | S24,5       | 100                       | 1. Bauabschnitt Klínec, Jirásekova čtvrt' (800 m): Baubeginn 1971, Fertigstellung: 1975; 2. Bauabschnitt Verlegung bei Řitka (3,4 km): Baubeginn 1975, Fertigstellung 1978 |
| Řitka – Mníšek pod Brdy    | 3,1 km | unter Verkehr | 1978      | 1982             | S24,5       | 100                       | 1. Bauabschnitt (1,6 km): Baubeginn 1978, Fertigstellung 1981; 2. Bauabschnitt (1,5 km): Baubeginn 1979, Fertigstellung 1982 |
| Mníšek pod Brdy – Voznice  | 6,6 km | unter Verkehr | 1975      | 1981             | S24,5       | 100                       | 1. Bauabschnitt (0,5 km) Anschlussstelle Voznice: Baubeginn 1975, Fertigstellung: 1977; 2. Bauabschnitt (3,3 km) Kytín – Voznice: Baubeginn 1976, Fertigstellung 1979; 3. Bauabschnitt (2,0 km) Mníšek pod Brdy – Kytín: Baubeginn 1977, Fertigstellung 1980; 4. Bauabschnitt Anschlussstelle Kytín: Baubeginn 1977, Fertigstellung 1979; 5. Bauabschnitt (0,8 km) bei Voznice: Baubeginn 1977, Fertigstellung 1981 |
| Voznice – Kodetka          | 2,1 km | unter Verkehr | 1980      | 1986             | S24,5       | 100                       | 1. Fahrbahn: Baubeginn 1980, Fertigstellung 1984; 2. Fahrbahn: Baubeginn 1983, Fertigstellung 1986 |
| Verlegung bei Dobříš       | 3,2 km | unter Verkehr | 1982      | 1986             | S24,5       | 100                       | in 4 Bauabschnitten umgesetzt |
| Dobříš – Obořiště          | 2,8 km | unter Verkehr | 1978      | 1983             | S24,5       | 100                       | 1. Bauabschnitt (0,4 km) Anschlussstelle Obořiště (Dobříš-Süd): Baubeginn 1978, Fertigstellung 1983; 2. Bauabschnitt (2,4 km) Dobříš – Obořiště: Baubeginn 1980, Fertigstellung 1983 |
| Verlegung bei Obořiště     | 3,7 km | unter Verkehr | 1977      | 1980             | S24,5       | 100                       | |
| Verlegung bei Dlouhá Lhota | 2,9 km | unter Verkehr | 1979      | 1981             | S24,5       | 100                       | |
| Dlouhá Lhota – Skalka      | 1,8 km | unter Verkehr | 1986      | 1989             | R24,5       | 100                       | 1. Bauabschnitt (1,3 km) Dlouhá Lhota – Skalka: Baubeginn 1986, Fertigstellung 1988; 2. Bauabschnitt (0,5 km) Anschlussstelle Skalka: Baubeginn 1987, Fertigstellung 1989 |

### Příbram – Písek
Vom südlichen Teil der Dálnice 4 zwischen Příbram und dem Knoten mit der Silnice I/20 im Raum Písek sind bisher nur ein 4,8 Kilometer langer Abschnitt bei Příbram und eine 8,8 Kilometer lange Strecke von Mirotice bis zur Kreuzung mit der Silnice I/20 in Betrieb. Die restliche Trasse befindet sich im Bau, wobei das Vorhaben als Pilotprojekt für private Vorfinanzierungen durchgeführt wird:
| Nr. des Abschnitts | Abschnitt                                    | Länge     | Status        | Baubeginn          | Fertigstellung         | Querschnitt | Entwurfs- geschwindigkeit | Besonderheit |
| ------------------ | -------------------------------------------- | --------- | ------------- | ------------------ | ---------------------- | ----------- | ------------------------- | --- |
| S7                 | Skalka – Háje (Silnice II/118)               | 4,788 km  | unter Verkehr | 1. April 2015      | 4. Oktober 2017        | R22,5       | 80                        | |
| S8                 | Háje – Milín                                 | 5,460 km  | im Bau        | 7. Juni 2021       | geplant: Dezember 2024 | R25,5       | 100                       | privat vorfinanziert |
| S9                 | Milín – Lety                                 | 11,600 km | im Bau        | 7. Juni 2021       | geplant: Dezember 2024 | R25,5       | 100                       | privat vorfinanziert |
| C11                | Lety – Čimelice                              | 2,591 km  | im Bau        | 7. Juni 2021       | geplant: Dezember 2024 | R25,5       | 100                       | privat vorfinanziert |
| C12                | Čimelice – Mirotice                          | 8,460 km  | im Bau        | 7. Juni 2021       | geplant: Dezember 2024 | R25,5       | 100                       | privat vorfinanziert; Bau der beidseitigen Tank- und Rastanlage Krsice für 2024/2025 geplant                                      |
| C13                | Umgehung Mirotice                            | 3,520 km  | im Bau        | 7. Juni 2021       | geplant: Dezember 2024 | R25,5       | 100                       | privat vorfinanziert; für den Bau wird die Trasse der in den Jahren 1984 und 1985 errichteten einbahnigen Umgehungsstraße genutzt |
| C14                | Mirotice – Třebkov                           | 5,880 km  | unter Verkehr | 22. April 2008     | 16. September 2010     | R22,5       | 100                       | |
|                    | Nová Hospoda (Kreuzung Silnice I/20 und D 4) | 0,790 km  | unter Verkehr | 22. September 2005 | 19. November 2007      | R22,5       | 100                       | einschließlich Bau der planfreien Anschlussstelle und der Anbindung an die Silnice I/20 in Richtung Písek                         |

## Fortführung südlich Nová Hospoda
Es gab zeitweilig Diskussionen, ob es eine südliche Weiterführung bis an die Grenze zu Deutschland und Anschluss an die dortige Bundesstraße 12, welche heute nur als einfache Staatsstraße 4 (Silnice I/4) existiert, oder eine östliche Weiterführung nach Budweis auf der Route der I/20 geben soll. Die Route in Richtung Deutschland würde das Landschaftsschutzgebiet Böhmerwald durchqueren. Das Tschechische Naturschutzgesetz 114/92 aus dem Jahre 1992 verbietet einen solchen Ausbau. In Richtung Budweis soll die Silnice I/20 auf 2 + 1 Fahrstreifen ausgebaut werden.

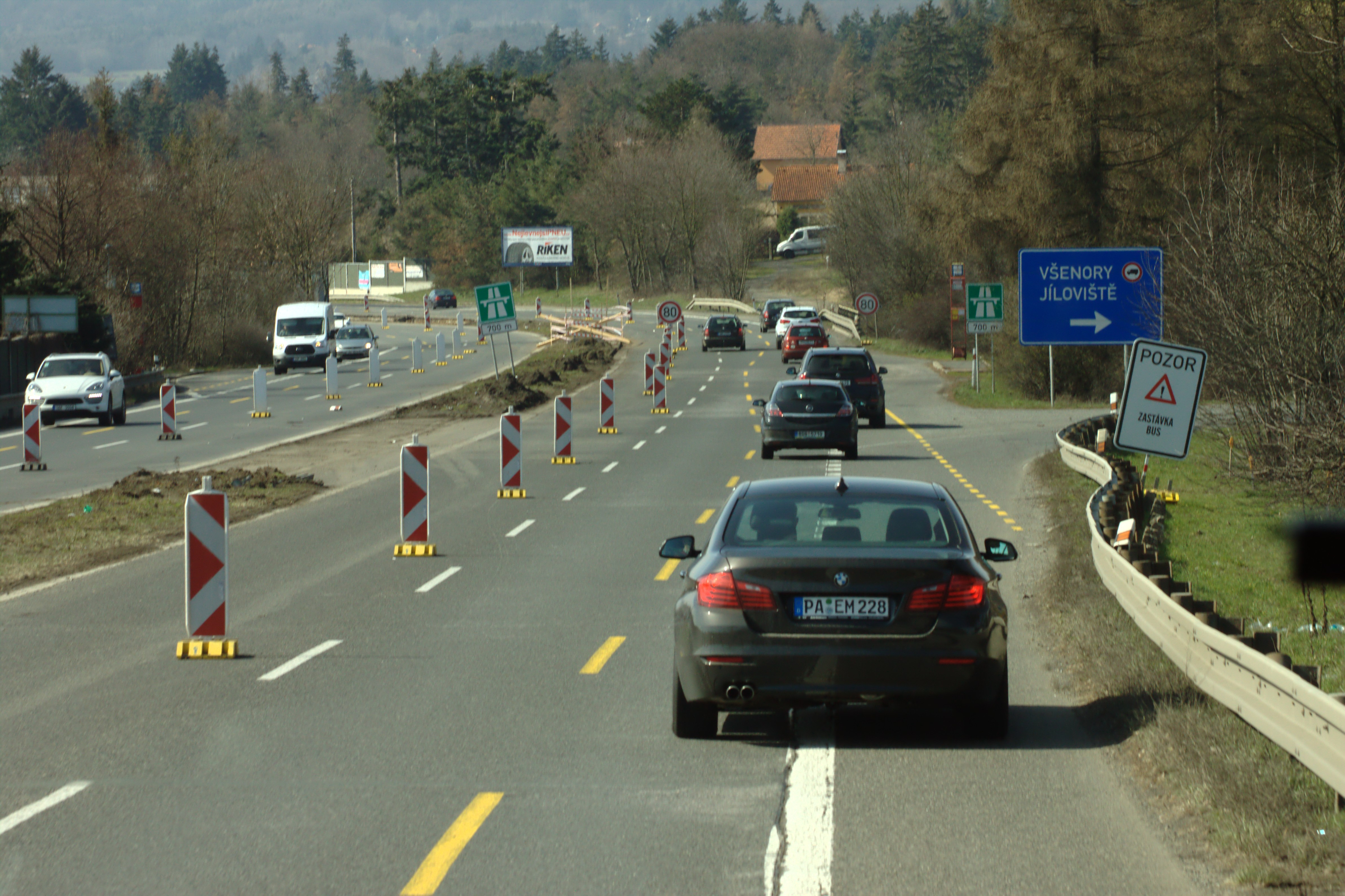
Beginn der D 4 bei Jíloviště
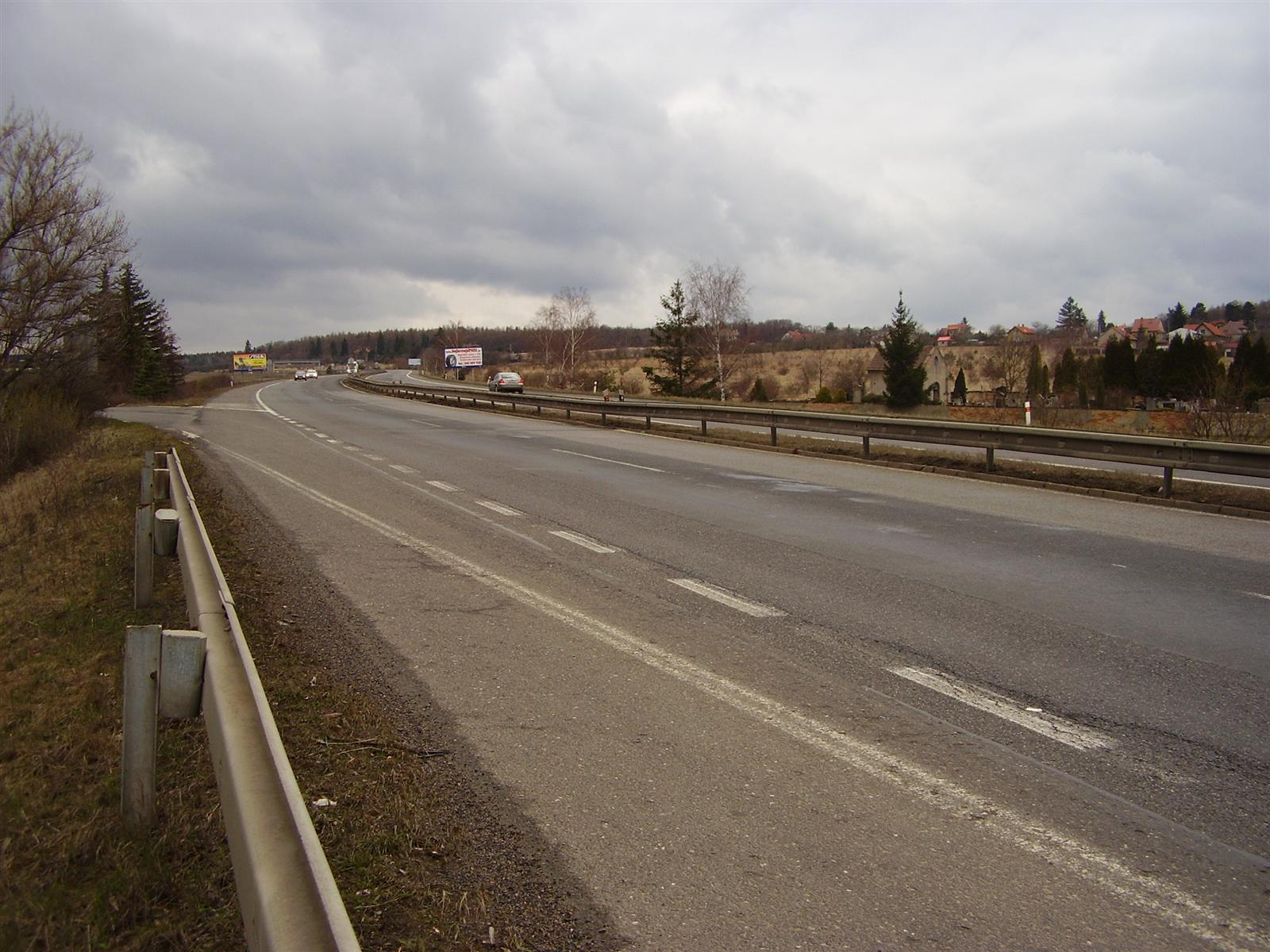
D 4 bei Mníšek pod Brdy
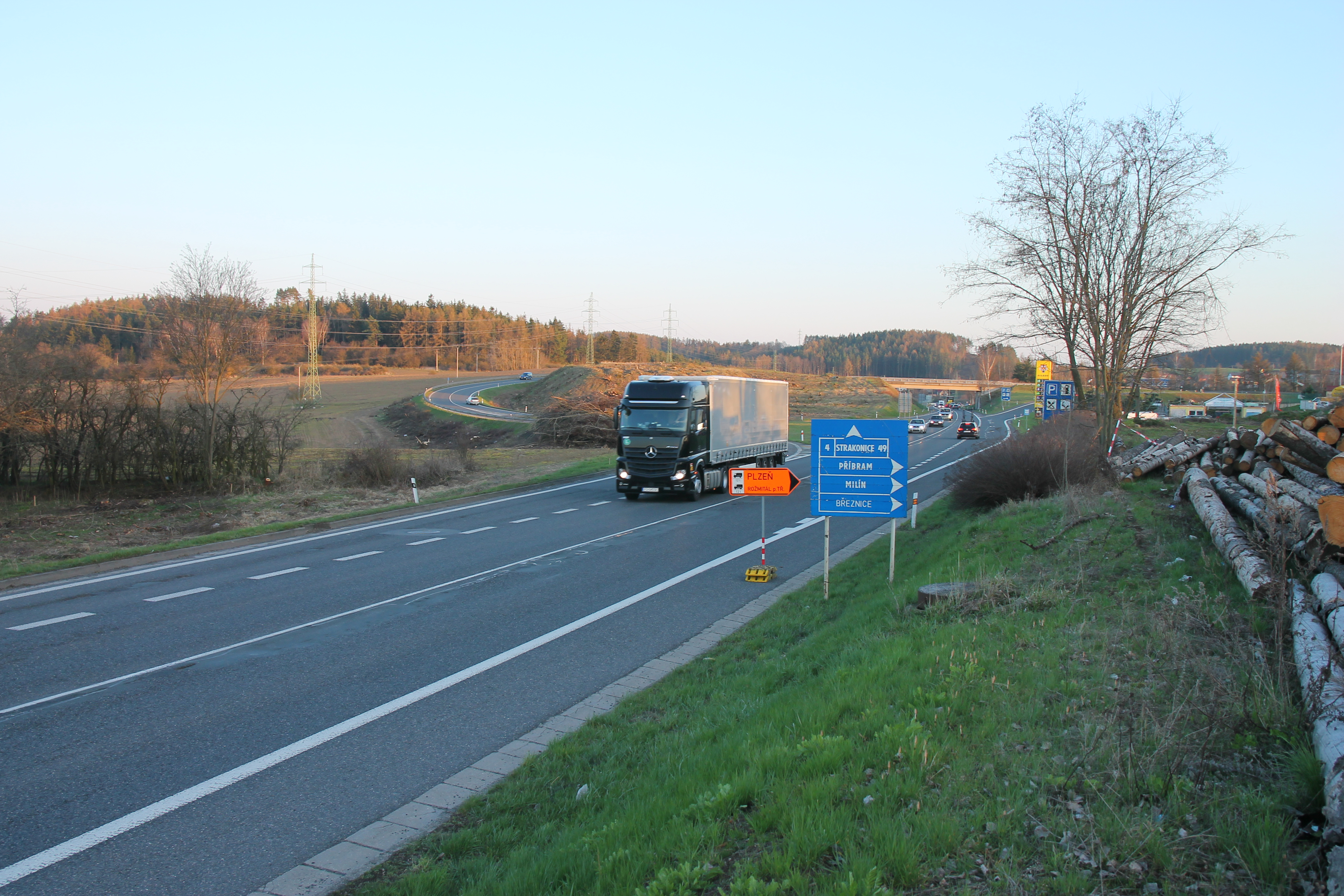
Bauarbeiten bei Milín, 2021
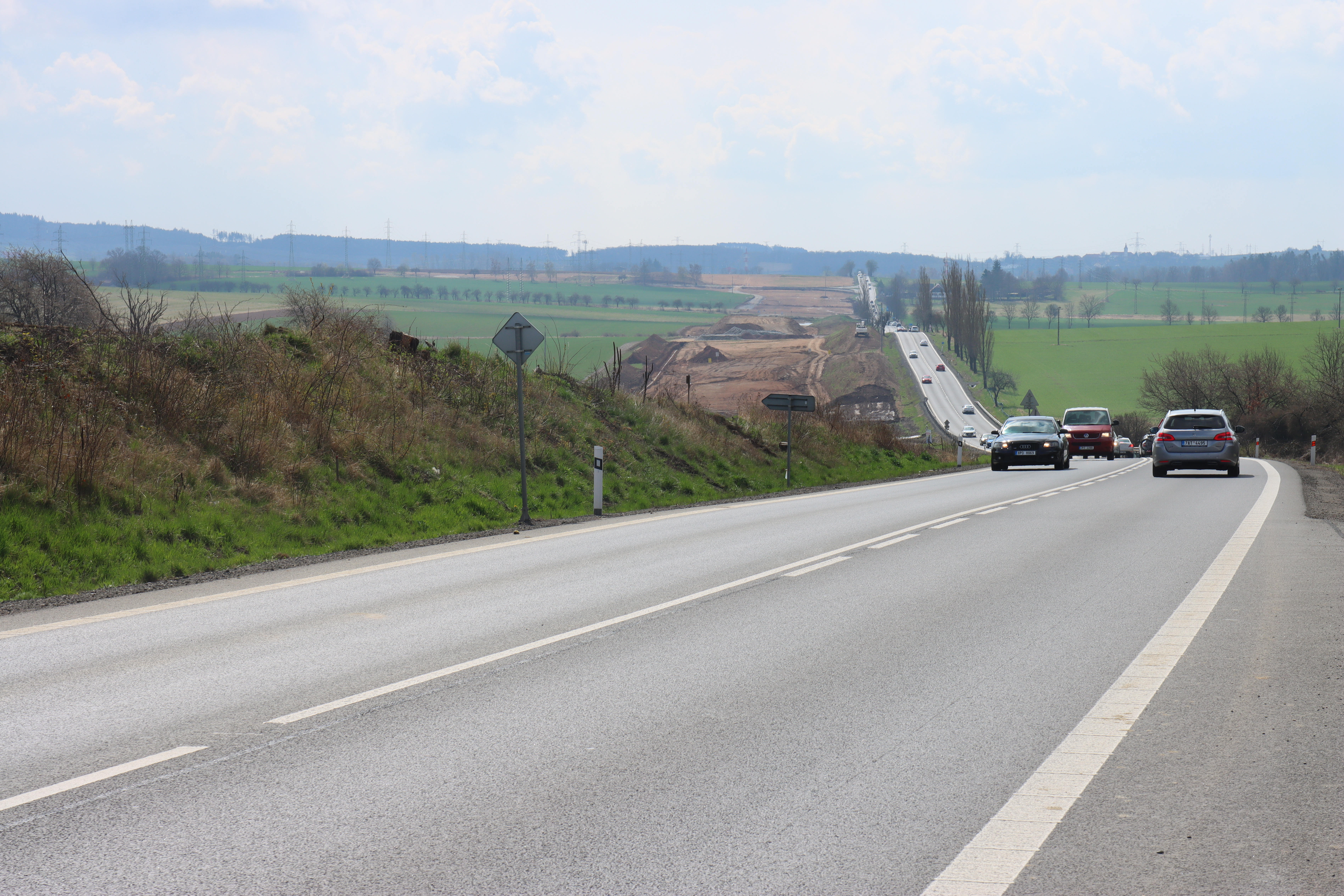
Trassierungsarbeiten bei Rtišovice, 2022
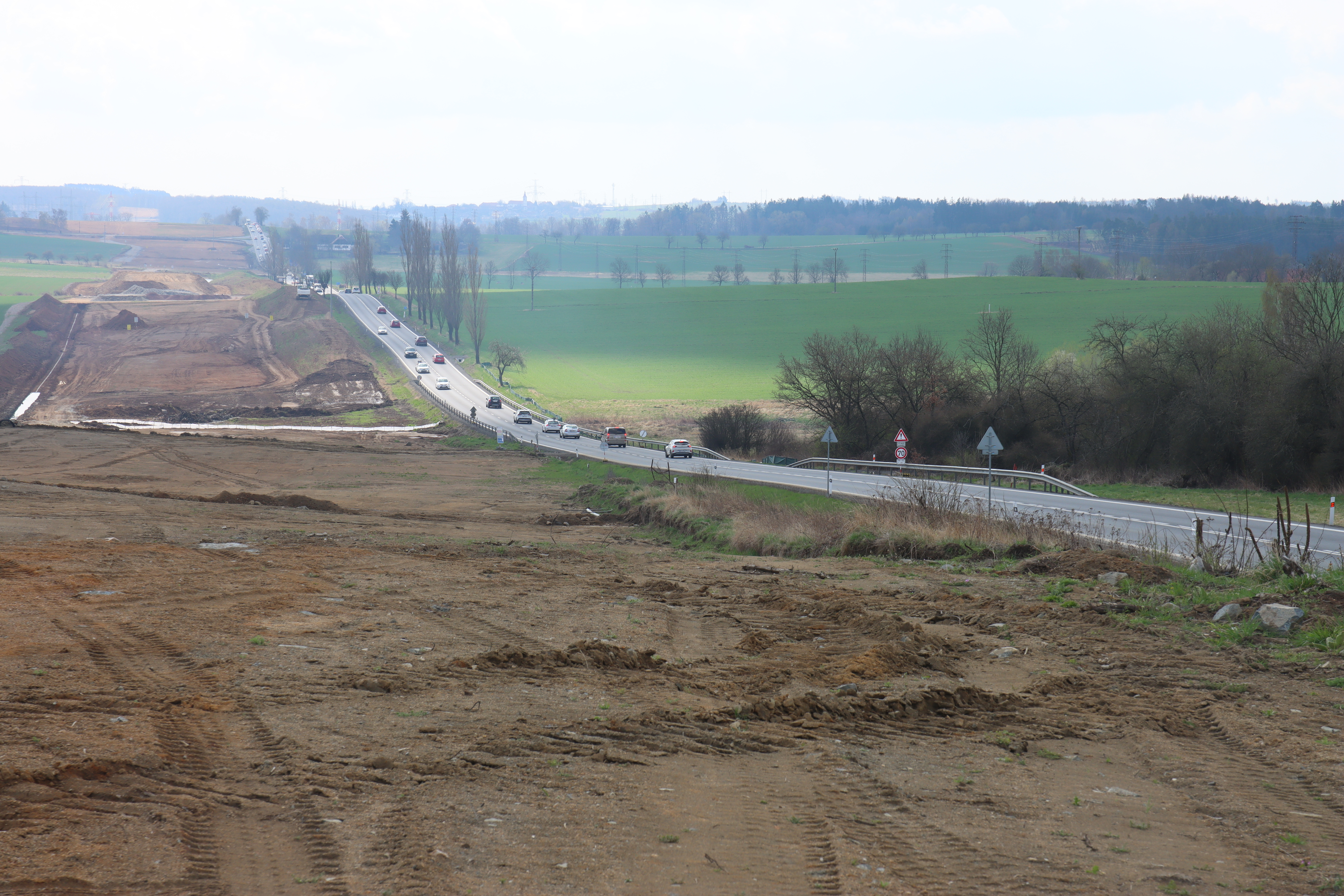
Bauarbeiten bei Rtišovice, 2022
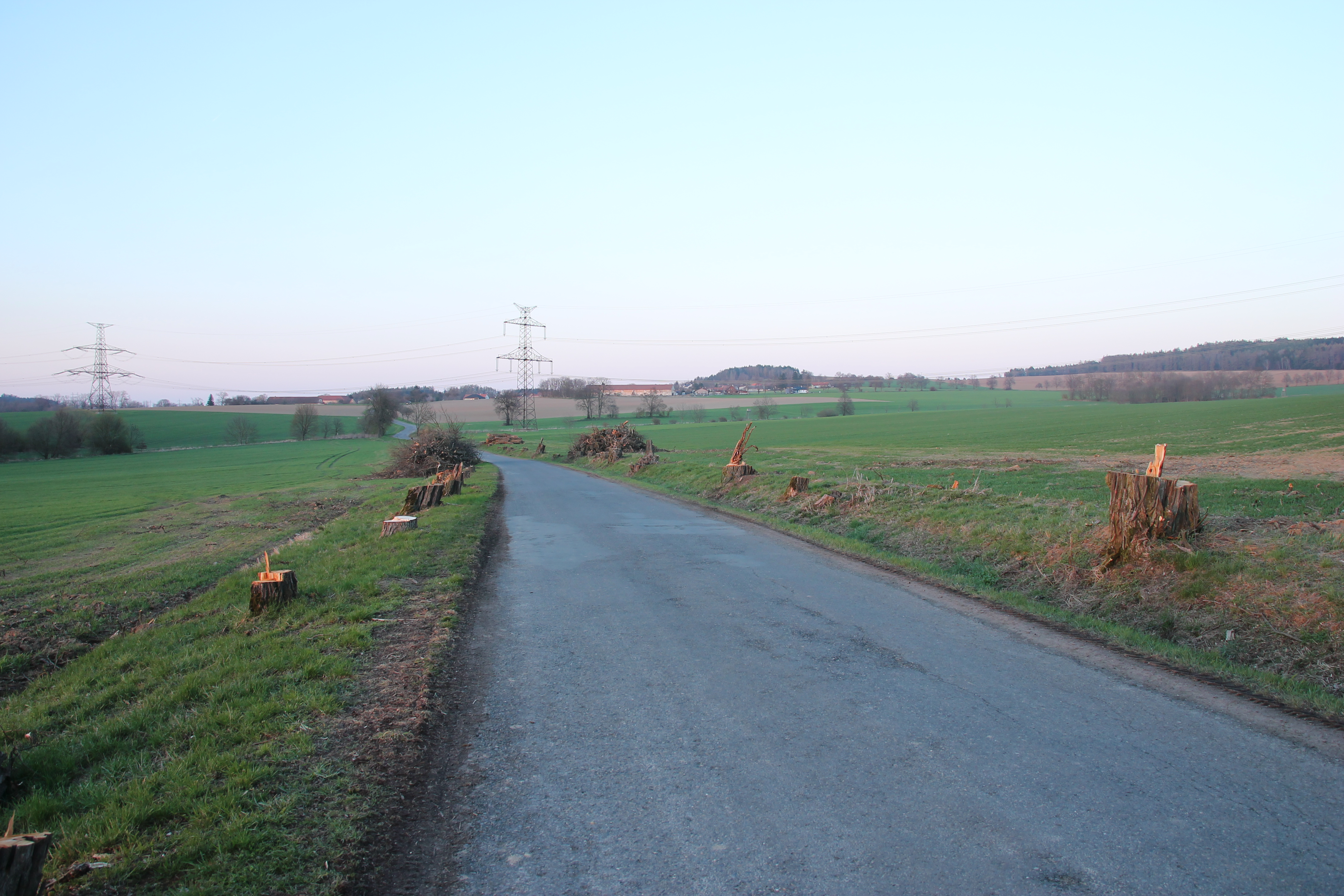
Baumrodungen bei Zbenice, 2021
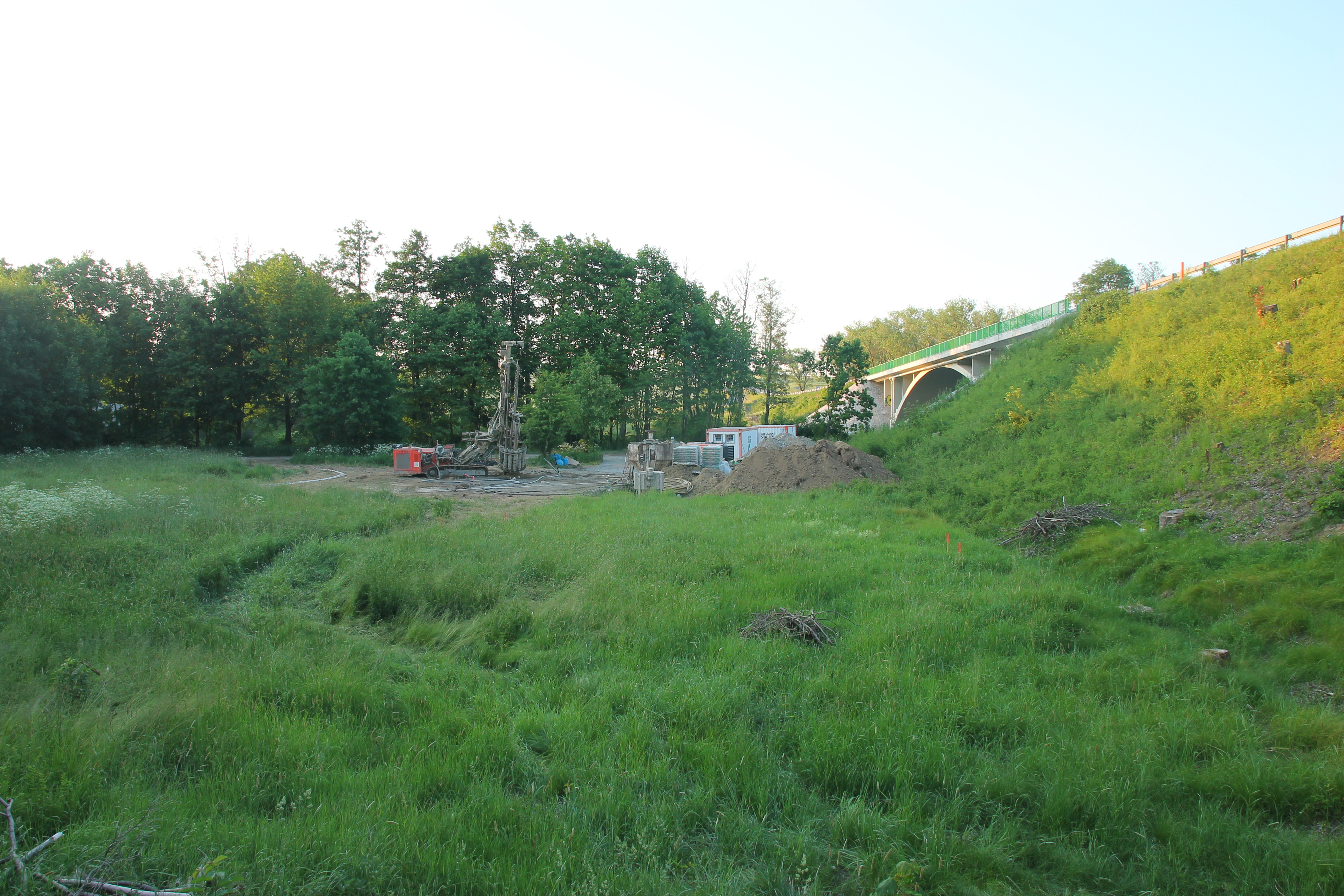
Brückenbaustelle bei Nerestce, 2021
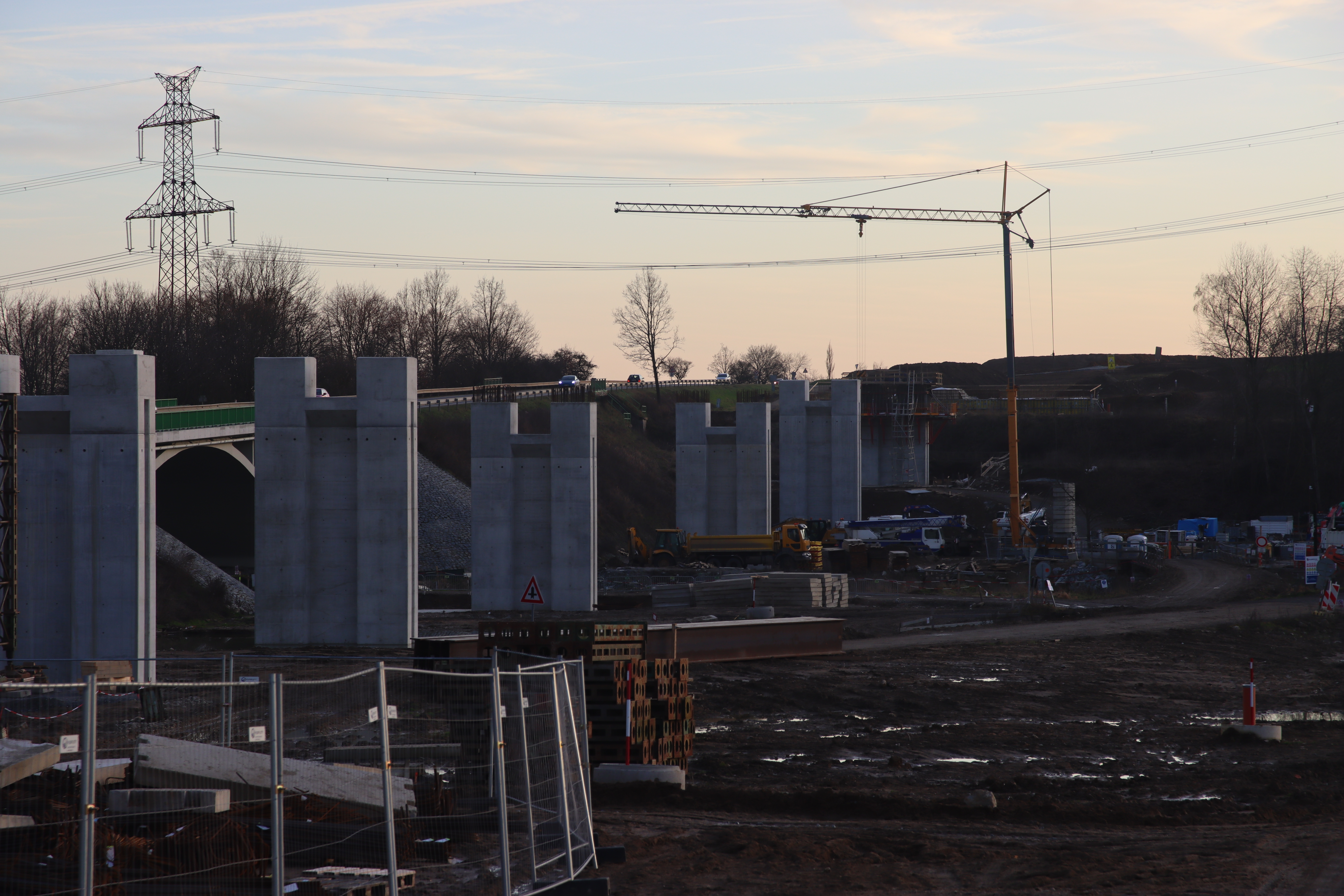
Bauarbeiten bei Nerestce, 2023